# مهر پنهان
مهر پنهان یک مجموعه تلویزیونی محصول سال ۱۳۷۹ به کارگردانی محمدنجف اوشانی، نویسندگی  و تهیه‌کنندگی  می‌باشد که از شبکه پخش شد.

## بازیگران
- بهنام علائی
- پرستو صالحی
- پرویز شفیع‌زاده
- پریسا گل‌دوست
- توران قادری
- عبدالرسول بهارانگیز
- علی جاویدفر
- علی سلیمانی
- فاطمه طاهری
- فرهاد جم
- منوچهر علیپور
- مهوش وقاری